# Un bulgăre de humă
Un bulgăre de humă este un film românesc din 1990 regizat de Nicolae Mărgineanu după un scenariu de Mircea Radu Iacoban și Nicolae Mărgineanu. Rolurile principale au fost interpretate de actorii Dorel Vișan, Adrian Pintea, Mioara Ifrim și Maria Ploae. Este singurul film de lungmetraj care a adus în prim-plan prietenia dintre Ion Creangă și Mihai Eminescu.

## Rezumat
Filmul este o biografie a scriitorului Ion Creangă. Povestea lui Ion Creangă, scriitorul care a reușit să impresioneze generații de-a rândul cu basmele și povestirile sale. Continuând un har moștenit de la strămoșii săi, Creangă consideră poveștile lui o simplă sursă de amuzament, lipsită de profunditate. Mihai Eminescu este cel care încearcă să-l convingă că deține un talent deosebit. Poetul, însă, are alte probleme, fiind implicat într-o imposibilă poveste de dragoste cu Veronica Micle.... Respectul pe care îl avea în mod firesc față de marile personalități. Ion Creangă și Mihai Eminescu au devenit, în momentul realizării acestui film extrem de inhibat. Pentru a deveni personaje de film, Eminescu și Creangă trebuiau să coboare de pe statui, să prindă viață împrumutând chipurile unor actori: să vorbească, să se miște și să evolueze într-un chip cât mai firesc. În loc să păstreze un ton solemn, omagial, care ar fi imprimat filmului, cred, un aer sedentios, au încercat să se aproprie cu discreție și căldură de personalitățile readuse la viață. Chiar dacă primele lor apariții în film riscă să deceptioneze printr-o firească neidentificare cu fotografiile icoană, atât de cunoscute, speră ca personajele să devină convingătoare pe parcursul desfășurării povestirii cinematografice. Este un omagiu pe care îl aduce cu întârziere împlinirii a 100 de ani de la moartea lui Ion Creangă, Mihai Eminescu și Veronica Micle" (Nicolae Mărgineanu).

## Distribuție
- Dorel Vișan — Ion Creangă, diacon, învățător și scriitor
- Adrian Pintea — Mihai Eminescu, poet, jurnalist și revizor școlar
- Mioara Ifrim — Ecaterina (Tinca) Vartic, gazda și țiitoarea lui Creangă
- Maria Ploae — Veronica Micle, poetă, iubita lui Eminescu
- Emilia Dobrin — Ileana, fiica preotului Ioan Grigoriu, soția lui Creangă (menționată Emilia Dobrin-Besoiu)
- Marcel Iureș — anticarul evreu Rubin vizitat de Eminescu și de Creangă
- Dionisie Vitcu — călugărul bâlbâit de la Mănăstirea Golia
- Alexandru D. Lungu — moș Nichifor, personaj al scrierilor lui Creangă
- Ion Pavlescu — prof. Ștefan Micle, rectorul Universității din Iași, soțul Veronicăi (menționat Ioan Pavlescu)
- Tudorel Filimon — grefierul Tribunalului Județean din Iași
- Ștefan Velniciuc — Dimitrie Petrino, poet, succesorul lui Eminescu ca director al Bibliotecii Centrale din Iași
- Eugen Harizomenov — Gheorghe Enăchescu, preot, colaborator al lui Creangă
- Liviu Pancu — Constantin, fiul lui Creangă
- Estela Tauciuc
- Teofil Vîlcu — membru al Junimii
- Geo Nuțescu
- Petre Simionescu
- Zaharia Volbea
- Emil Coșeriu — membru al Junimii
- Ion Agachi
- Dinu Apetrei
- Marian Negrescu
- Cristian Hadjiculea
- Petre Marin
- Ilie Gâlea
- Simona Agachi
- Liviu Manoliu
- Dumitru Păunescu
- Ovidiu Constantin Ghiniță
- Carmen Tănase — dra Despineanu, actrița pe care a lăudat-o Eminescu
- Nicolae Brehnescu
- Gioni Popovici
- Adrian Tuca
- Monica Bordeianu
- Constantin Ciofu
- Tomi Cristin
- Emilia Prăjinaru
- Nina Ulmu
- Liviu Berehoi
- Eugenia Șerban
- Dorina Crișan Rusu
- Marius Rogojinski
- Valerian Răcilă
- Oxana Moravek
- Ion Plăeșanu
- Mircea Sava
- Aurelian Bălăiță
- Ortansa Stănescu
- Doina Iarcucziewicz
- Cristina Anca Ciubotaru
- Boris Perevoznic
- Carmen Miron
- Mariana Ștefanache
- Mihai Oroveanu
- Ion Mitican — membru al Junimii
- Petre Zeida
- Constantin Duțu
- Marius Manole — Dimitriu, elevul ascultat de Creangă la gramatică
- Aurelian Diaconu

## Primire
- 1990 - Costinești - Premiul pentru interpretare masculină (Dorel Vișan)